# Hôtel Silvy
L'hôtel Silvy ou hôtel Ripert de Montclar ou hôtel Bourguignon de Fabregoules est un hôtel particulier situé 35 rue Roux-Alphéran à Aix-en-Provence. 

## Histoire
Jacques Silvy, greffier aux comptes, a commencé les travaux de sa maison le 14 février 1693.
Cet hôtel a appartenu au procureur général au parlement de Provence Jean-Pierre-François Ripert de Monclar qui s'est rendu célèbre pour son réquisitoire dans le procès qui a abouti à la suppression de l'ordre des jésuites en France, en 1767, pendant lequel il s'est opposé au président d'Éguilles. Il a vendu l'hôtel en 1772 à Jean-Baptiste Bourguignon de Fabregoules. Ce dernier a constitué dans cet hôtel un cabinet d'œuvres d'art célèbre à Aix.

## Protection
Le monument fait l'objet d'une inscription au titre des monuments historiques en 1929 et en 1984.